# 2007年バスケットボール女子欧州選手権
2007年FIBAヨーロッパ女子バスケットボール選手権（2007 European Basketball Championship for Women）は、イタリアで開催されたバスケットボール欧州選手権女子大会。
全16ヶ国が出場し、ロシアが2大会ぶり23回目の優勝（ソ連時代含む。ロシアとしては2度目）を飾った。ロシアは北京オリンピックへのヨーロッパ代表としての出場権を獲得した。スペイン、ベラルーシ、 ラトビア、 チェコは世界最終予選に進む。

## 最終結果
| 順位  | 国         |
| ----- | ---------- |
| 1     | ロシア     |
| 2     | スペイン   |
| 3     | ベラルーシ |
| 4     | ラトビア   |
| 5     | チェコ     |
| 6     | リトアニア |
| 7     | ベルギー   |
| 8     | フランス   |
| 9-12  | トルコ     |
|       | ドイツ     |
|       | イタリア   |
|       | セルビア   |
| 13-16 | イスラエル |
|       | ルーマニア |
|       | ギリシャ   |
|       | クロアチア |